# Tom DeSylvia
Thomas Elias DeSylvia (Butte, Montana, 1924. szeptember 29. – Portland, Oregon, 2002. december 6.) amerikai amerikaifutball-játékos és -edző.

## Pályafutása

### Játékosként
1946 és 1949 között az Oregon State Beavers guardja volt. 1948-ban játszott az East–West Shrine Bowlon, 1949-ben pedig csapatkapitány volt. 1994-ben az egyetemi dicsőségcsarnok tagja lett.
Az 1950-es NFL-draft 24. körében a Philadelphia Eagles kiválasztotta, de a következő augusztusban kirúgták.

### Edzőként
1953 és 1961 között a Jefferson Középiskola vezetőedzője volt; 1957-ben és 1958-ban megnyerték az OSAA bajnokságát, 1959-ben pedig másodikak lettek. 1957 és 1959 között egymásután 34 játékot nyertek meg.
1962-ben a Portland State Vikings vezetőedzője volt, majd visszatért a középiskolai csapatokhoz. 1997-ben az Oregon Sports Hall of Fame tagja lett.

## Eredményei vezetőedzőként
| Szezon                                                | Eredmény                                              | Eredmény                                              | Helyezés                                              |
| Szezon                                                | Összesen                                              | Konferencia                                           | Helyezés                                              |
| Portland State Vikings (Oregon Collegiate Conference) | Portland State Vikings (Oregon Collegiate Conference) | Portland State Vikings (Oregon Collegiate Conference) | Portland State Vikings (Oregon Collegiate Conference) |
| ----------------------------------------------------- | ----------------------------------------------------- | ----------------------------------------------------- | ----------------------------------------------------- |
| 1962                                                  | 4–4                                                   | 3–1                                                   | 2.                                                    |

## Fordítás
- Ez a szócikk részben vagy egészben  a   Tom DeSylvia című angol Wikipédia-szócikk ezen változatának fordításán alapul.  Az eredeti cikk szerkesztőit annak laptörténete sorolja fel. Ez a jelzés csupán a megfogalmazás eredetét és a szerzői jogokat jelzi, nem szolgál a cikkben szereplő információk forrásmegjelöléseként.